# João Paulo Borges Coelho
João Paulo Borges Coelho (Oporto, Portugal, 1955) es un historiador y escritor mozambiqueño de origen portugués. 
Estudió historia en Maputo y se le otorgó un PhD en historia económica y social de la Universidad de Bradford. Es profesor de historia contemporánea en la Universidad Eduardo Mondlane, Maputo, y editor de Arquivo, la revista del Archivo Nacional Mozambiqueño en Maputo, un especialista en historia militar y ha actuado como un asesor académico al Ministerio Mozambiqueño de Defensa. Es también un escritor; en 2009 ganó el LEYA Premio Nobel.

## Honores
En 2012, recibió un doctorado honoris causa por la Universidad de Aveiro

## Obra publicada
Además de numerosas obras de carácter histórico, político y social, publicó:

### Dibujos animados
- Akapwitchi Akaporo. Armas e Escravos, Maputo, Ed. do Instituto Nacional do Livro e do Disco, 1981.

- No Tempo do Farelahi, Maputo, Ed. do Instituto Nacional do Livro e do Disco, 1984 (o autor assina apenas João Paulo)

### Novela
- As Duas Sombras do Rio, Ed. Caminho, 2003,  ISBN 972-21-1552-9.

- As Visitas do Dr. Valdez,  Ed. Caminho, 2004,  ISBN 972-21-1641-X.

- Índicos Indícios I. Setentrião, Ed. Caminho, 2005.

- Índicos Indícios II. Meridião, Ed. Caminho, 2005.

- Crónica da Rua 513.2, Ed. Caminho, 2006,  ISBN 972-21-1781-5

- Campo de Trânsito, Ed. Caminho, 2007.

- Hinyambaan, Ed. Caminho, 2008, ISBN 972-21-1972-9.

- O Olho de Hertzog, LeYa, 2010, ISBN 978-989-660-039-6.

- Cidade dos Espelhos, Ed. Caminho, 2011, ISBN 978-972-212-398-3.